# Günther Steiner
Pour les articles homonymes, voir Steiner.
Günther Steiner, né le 7 avril 1965 à Mérano en Italie, est un ingénieur et dirigeant italien actif dans le sport automobile. Il est manager de l'écurie de Formule 1 Haas jusqu’en 2024, et précédemment directeur technique de Jaguar Racing et Red Bull Racing (à la suite du rachat de Jaguar). Il a notamment été mis en lumière par la série Drive to Survive depuis 2019.

## Carrière

### Rallye (1986-2001)
Günther Steiner est né à Merano en 1965, d'un père boucher. Il a suivi des études d'ingénieur sans les terminer. Après son service militaire, il est parti s'installer en Belgique, et il a rejoint en 1986 l'équipe Mazda Rally Team Europe, engagée en Championnat du monde des rallyes, en tant que mécanicien, jusqu'en 1988.
Entre 1989 et 1990, Steiner a occupé le poste de team manager assistant de Top Run Motorsport. Il a ensuite rejoint l'écurie italienne de rallye Jolly Club, à l'époque liée au constructeur Ford. De 1990 à 1993, il fut ingénieur chargé des tests, et de 1993 à 1996, directeur technique chargé du programme Ford Escort en Groupe A (championnat de rallye italien).
En 1997, Steiner dirigea l'équipe de rallye Allstar de Prodrive, remportant le Championnat d'Europe des rallyes avec le pilote polonais Krzysztof Hołowczyc. En 1997, il a été recruté par l'écurie de rallye M-Sport en tant que directeur du projet Ford Focus WRC. En 1998, Il fut ensuite promu directeur de l'ingénierie de l'équipe de rallye Ford World Rally Team et ses pilotes Colin McRae et Carlos Sainz. Il aida l'équipe à terminer seconde pendant deux saisons consécutives (2000 et 2001).

### Jaguar (2001-2003)
Steiner passa à la Formule 1 en 2001, lorsque Niki Lauda (nouveau directeur de l'écurie Jaguar Racing) lui a proposé le poste de directeur général,. D'après Steiner, « Lauda a demandé : 'Y a-t-il des gens de talent chez Ford ?' et quelqu'un lui a répondu : 'Il y a Günther'. Mais c'était un mensonge ! ». Le 3 décembre 2001, Steiner rejoignit l'équipe Jaguar à Milton Keynes au poste de directeur technique, John Allison (en) étant le directeur de la stratégie, chargé de la partie administrative.
À son poste de directeur technique, Steiner réorganisa l'équipe et réduisit les coûts,. Cependant, les résultats de l'écurie durant la saison 2002 ne furent pas à la hauteur des attentes (Eddie Irvine, pilote no 1, ne réussit à inscrire que huit points au total, alors que son coéquipier Pedro de la Rosa n'en inscrivit aucun), ce qui poussa la maison mère Ford à licencier Lauda le 26 novembre, ainsi que 70 autres membres de l'équipe,.
Le 5 décembre, Jaguar annonça que dans le cadre de la restructuration en cours, Steiner était remplacé par David Pitchforth, responsable de projet. Nav Sidhu, le porte-parole de l'équipe, déclara à ce propos : « Il a renoncé à ses responsabilités en tant que directeur technique, mais il n'a rien fait de mal. L'organisation de l'équipe est actuellement dans un état nettement meilleur qu'au moment de son entrée en fonction. Günther a clairement posé les bases techniques de l'équipe et l'objectif de David est de l'amener au niveau suivant ».
La nouvelle direction de Jaguar proposa à Steiner un autre poste dans l'équipe, mais il déclina l'offre,. Il passa donc une partie de la saison 2003 en garden leave (littéralement « en congé jardinage », en français une mise au placard) avant de remplacer en novembre Wiet Huidekoper au poste de directeur technique de l'Opel Performance Center,.

### Red Bull (2005-2008)
Après le rachat de Jaguar Racing en novembre 2004 par Red Bull, Steiner est invité à rejoindre l'écurie Red Bull Racing. Les projets d'Opel de se retirer du Deutsche Tourenwagen Masters fin 2005 l'ont convaincu de revenir dans l'équipe de Milton Keynes,,. Sa nomination en tant que directeur des opérations techniques a été officialisée le 13 janvier 2005,.
Steiner et le team principal, Christian Horner, ont travaillé conjointement à l'amélioration des résultats l'équipe au cours de la saison 2005, mais avec l'arrivée chez Red Bull du nouveau directeur technique en provenance de McLaren, Adrian Newey, qui a créé plusieurs voitures championnes du monde, le propriétaire de l'équipe, Dietrich Mateschitz, a demandé à Steiner de prendre en charge la création d'une équipe de NASCAR aux États-Unis,. Sentant que la F1 était devenue surpeuplée, Steiner (après avoir consulté sa femme) accepta de déménager à Mooresville, en Caroline du Nord, et d'occuper le poste de directeur technique de Team Red Bull du 1er avril 2006 au mois d'avril 2008,.

### Haas (2014-2024)
Après avoir quitté Red Bull, Steiner est resté à Mooresville où il a fondé la société Fiberworks Composites en janvier 2009.
Alors que US F1 Team était en développement, Steiner a rencontré Joe Custer et Gene Haas de Stewart-Haas Racing, qui avaient refusé d'investir dans le projet, dans un resto-grill. Il leur a proposé d'entrer eux-mêmes en F1 en commandant une voiture client à un constructeur établi, mais des retards dans l'obtention de l'approbation l'ont poussé à demander à entrer en tant qu'équipe privé (en),. Steiner, décrit comme « l'auteur principal » par la publication de sport automobile Autosport, a recruté le personnel clé, interrogé chaque membre de l'équipe et développé des partenariats avec les donneurs d'ordre Dallara et Ferrari,. Le 14 avril 2014, la nomination de Steiner en tant que directeur de la toute nouvelle équipe Haas F1 Team est officiellement annoncée.
Avec sa participation à la saison 2016, Haas est devenu le premier constructeur américain à concourir en F1 depuis 30 ans. L'équipe a inscrit 8 points au Grand Prix d'Australie 2016 avec une sixième place du pilote Romain Grosjean, ce qui constitue la première entrée dans les points d'un pilote d'écurie américaine et la première arrivée dans les points d'un constructeur lors de sa première course depuis Toyota F1 Team en 2002. Haas a terminé la saison avec une huitième place au classement des constructeurs 2016 et 29 points, tous marqués par Grosjean.
À partir de 2019, la série documentaire Drive to Survive consacrée aux coulisses de la F1 lui apporte une notoriété auprès du grand public, ses crises de colère faisant de lui un personnage « folklorique ». Cette image médiatique éclipse néanmoins son sérieux quant à la gestion de l'équipe. En janvier 2024, il annonce son licenciement de l'équipe.

## Vie personnelle
Steiner possède les nationalités italienne et américaine et il vit à Mooresville en Caroline du Nord avec sa femme Gertraud et sa fille Greta. Originaire du Sud-Tyrol, il parle italien, allemand et anglais.